# Cramé
Pour plus de détails, voir Fiche technique et Distribution.
Cramé est un moyen métrage français réalisé par Jean-Pascal Zadi sorti en 2008,,.

## Fiche technique
- Titre original : Cramé
- Réalisation : Jean-Pascal Zadi
- Scénario : Jean-Pascal Zadi Geoffroy Dongala
- Production : Gombo Productions
- Participation : Néochrome, Alasani Pictures, Rec We Aim
- Durée : 40 minutes
- Genre : drame

## Distribution
- Suge Atila
- Alpha 5.20
- Seth Gueko
- Jo Dalton
- Dieudonné
- Alkpote